# Nir Biton
Nir Biton (hebr. ניר ביטון; ur. 30 października 1991) – izraelski piłkarz grający na pozycji pomocnika. Obecnie jest piłkarzem Celtic F.C.

## Kariera
25 kwietnia 2009 roku zadebiutował w barwach FC Aszdod meczu z Beitarem Jerozolima. W styczniu 2012 roku odbył tygodniowe testy w Manchesterze City.